# Ligia oceaniczna
Ligia oceaniczna, psotówka oceaniczna (Ligia oceanica) – gatunek morskiego skorupiaka ziemnowodnego z rzędu równonogów, przypominający z wyglądu dużą stonogę. Występuje w północnej części Oceanu Atlantyckiego i przyległych morzach – od Norwegii po Morze Śródziemne, także w zachodnim Bałtyku, oraz wzdłuż wybrzeży Ameryki Północnej, gdzie prawdopodobnie został introdukowany. Zasiedla brzegi morskie. Porusza się zwinnie wśród wilgotnych kamieni i wyrzuconych przez fale wodorostów, w razie niebezpieczeństwa chroniąc się w wodzie. Aktywna zwłaszcza w nocy. Ciało spłaszczone grzbieto-brzusznie, szare, z niebieskawym lub zielonkawym nalotem i nieregularnymi, jaśniejszymi plamami, osiąga długość do 3 cm. Ma długie czułki i duże oczy.